# Yúliya Inozemtseva
Yúliya Serguéyevna Inozemtseva –en ruso, Юлия Сергеевна Иноземцева– (Sarátov, URSS, 4 de julio de 1983) es una deportista rusa que compitió en remo.
Ganó una medalla de plata en el Campeonato Mundial de Remo de 2004 y tres medallas en el Campeonato Europeo de Remo entre los años 2013 y 2016.

## Palmarés internacional
| Campeonato Mundial | Campeonato Mundial     | Campeonato Mundial | Campeonato Mundial |
| Año                | Lugar                  | Medalla            | Prueba             |
| ------------------ | ---------------------- | ------------------ | ------------------ |
| 2004               | Bañolas (España)       | Medalla de plata   | Cuatro sin timonel |
| Campeonato Europeo |                        |                    |                    |
| Año                | Lugar                  | Medalla            | Prueba             |
| 2013               | Sevilla (España)       | Medalla de bronce  | Ocho con timonel   |
| 2015               | Poznań (Polonia)       | Medalla de oro     | Ocho con timonel   |
| 2016               | Brandeburgo (Alemania) | Medalla de bronce  | Ocho con timonel   |